# راروتونگا
جزیره راروتونگا یکی از مهم‌ترین جزیره‌ها در جزایر کوک در قارهٔ اقیانوسیه، اقیانوس آرام جنوبی، غرب جزایر پولینزیای فرانسه، شرق تونگا و جنوب غرب ساموآ ی آمریکا.
مساحت این جزیره ۶۷٫۳۹ کیلومتر مربع و جمعیت آن ۱۴٬۱۵۳ نفر است.

## نگارخانه

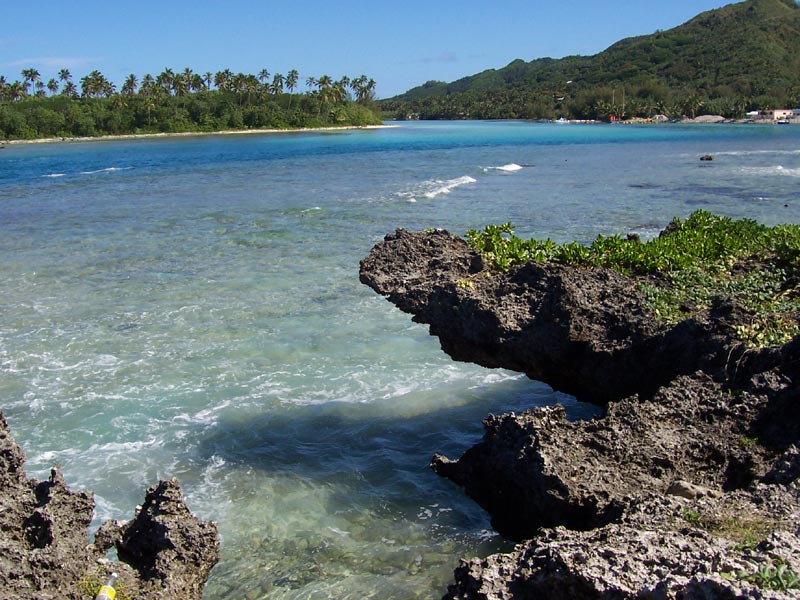
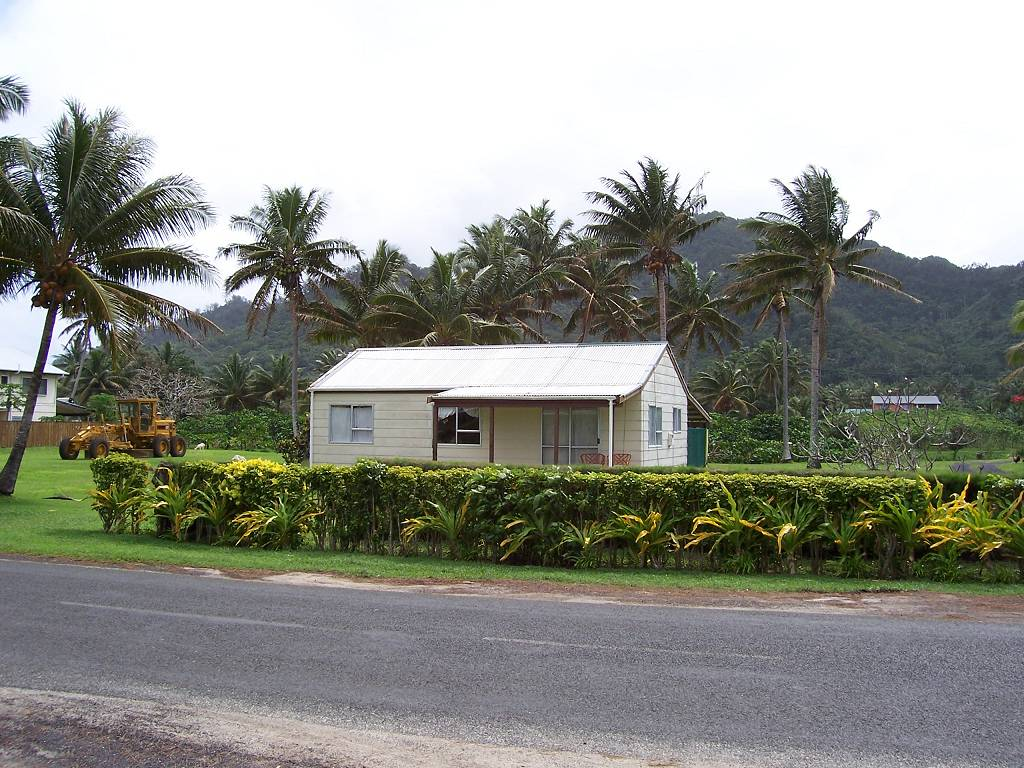
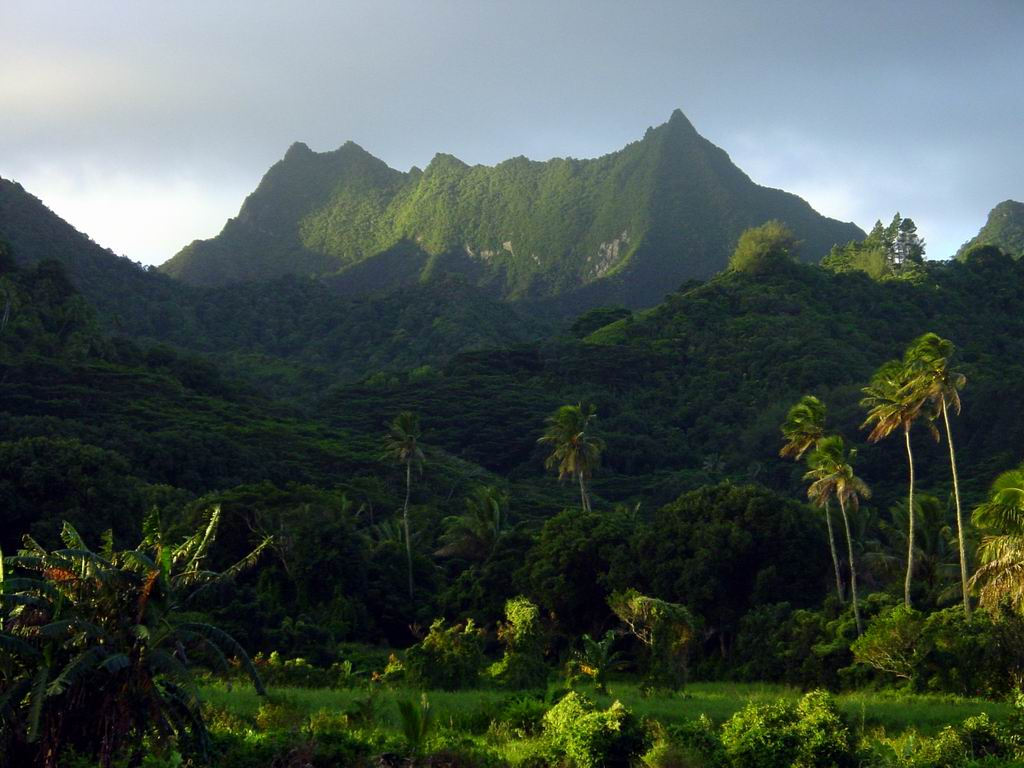
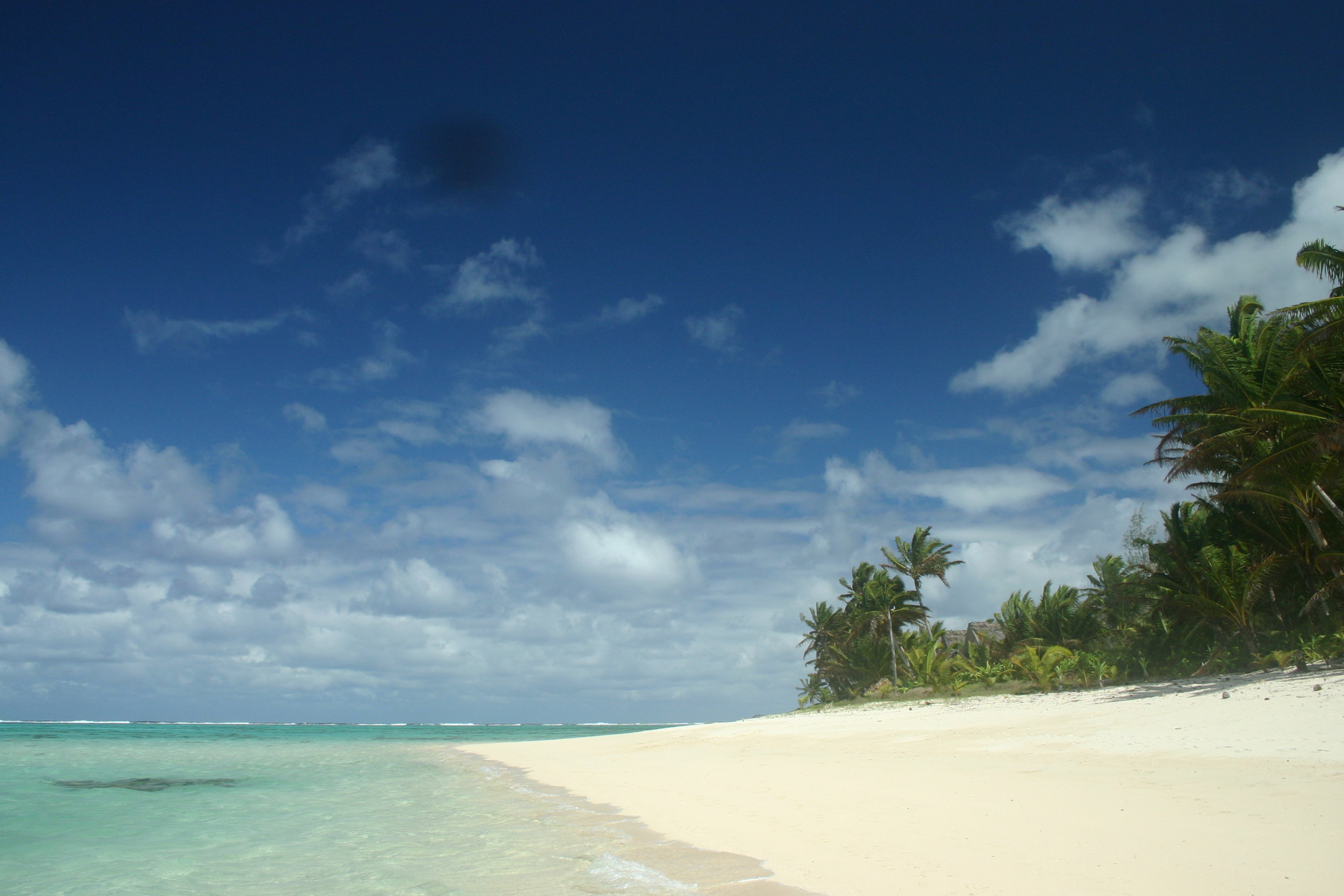
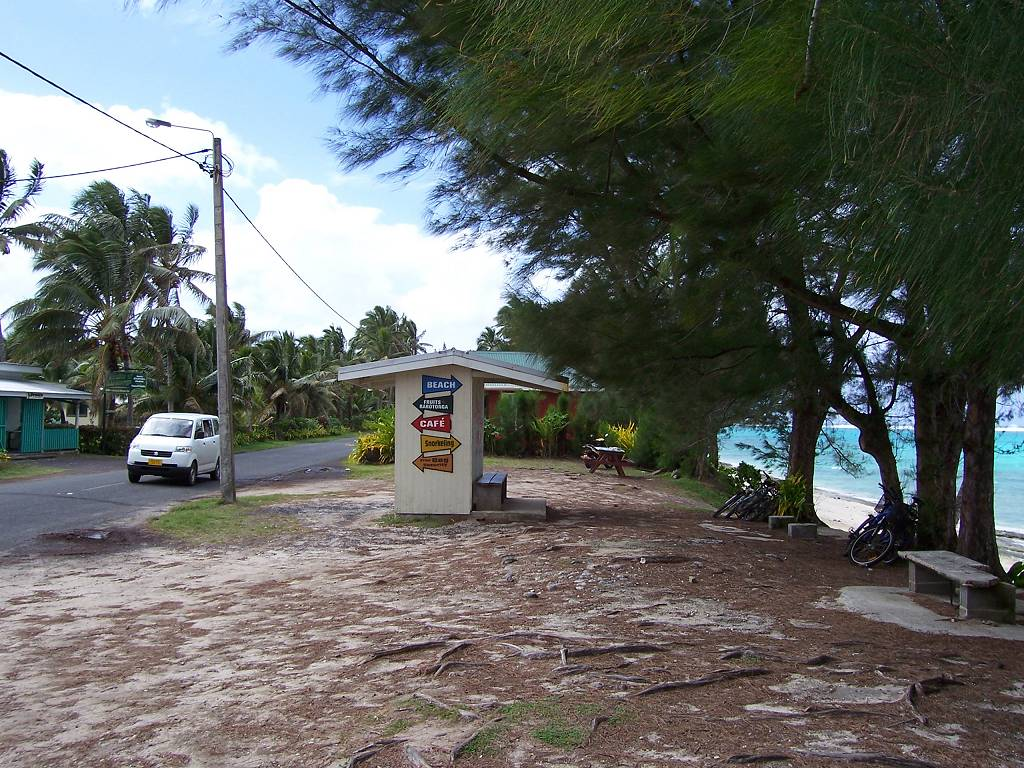
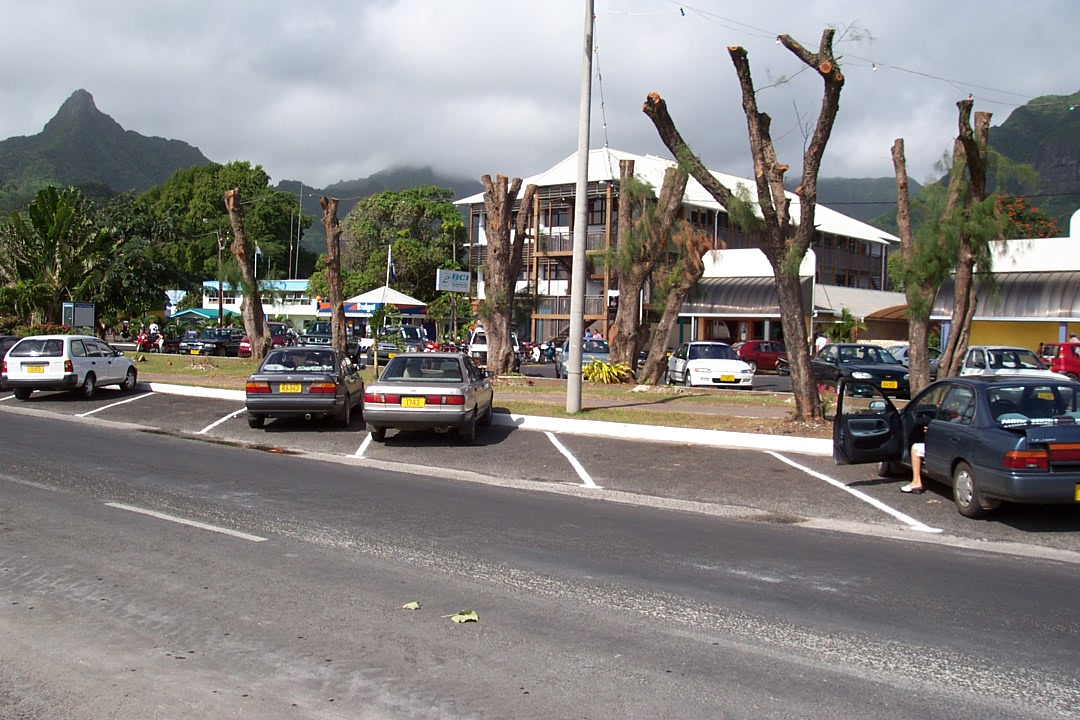
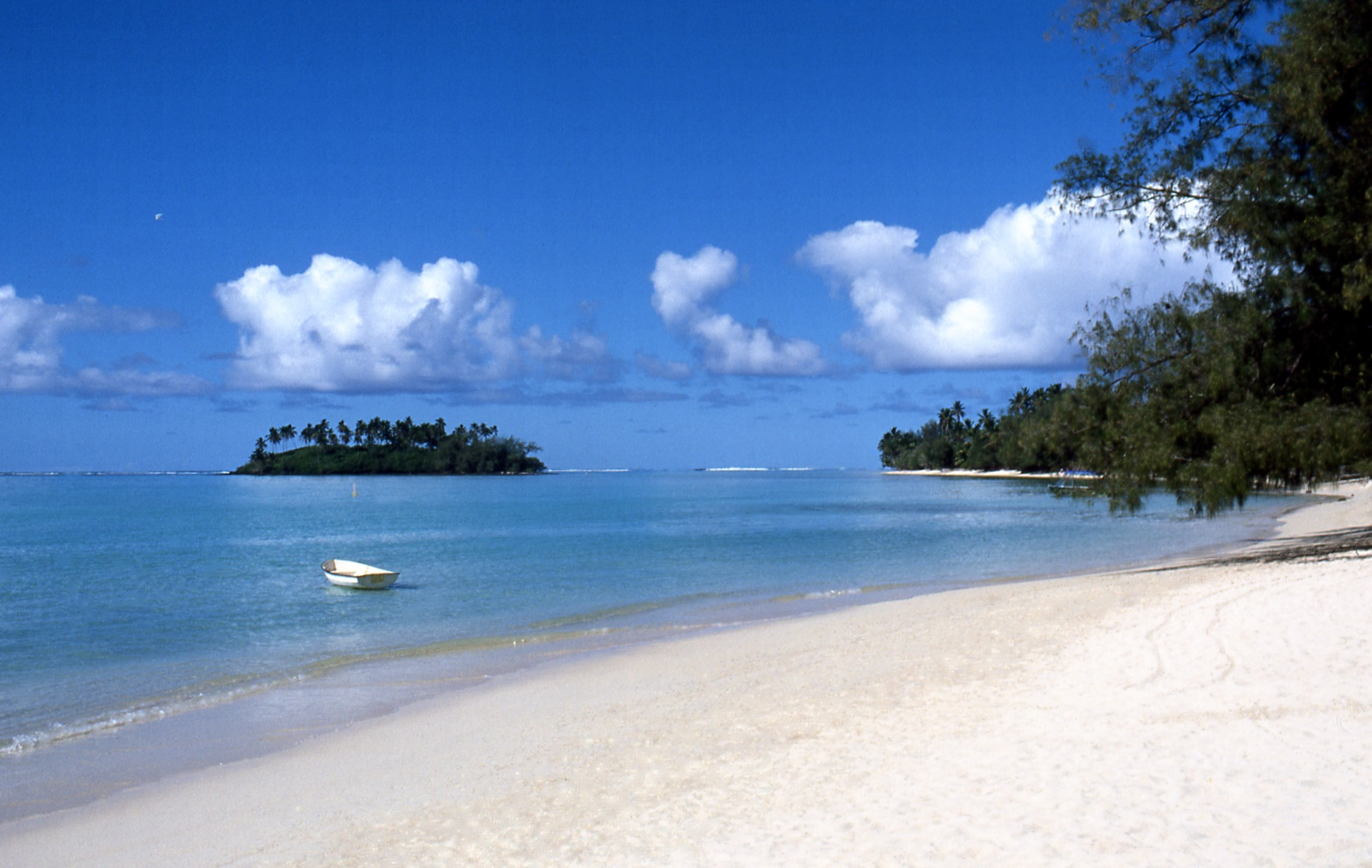